# Johan Wilhelm Lundberg (konstnär)
Johan Wilhelm Lundberg, född 25 februari 1746 i Råby-Rönö socken, Södermanland, död 17 januari 1828 på Visby, Kolbäcks socken, Västmanland, var en svensk tecknare, etsare och silhuettklippare.
Han var son till kyrkoherden Wilhelm Lundberg och Maria Sophia Lindberg. Han var student vid Uppsala universitet 1754. Bland hans arbeten märks ett porträtt av Olof Rudbeck samt ett antal silhuetter med medlemmar av familjen Falkenberg. Lundberg är representerad vid Nationalmuseum med fyra porträttgravyrer och i Kungliga biblioteket i Stockholm med tre porträttgravyrer.   